# فهرست میراث جهانی در اتیوپی
میراث جهانی در اتیوپی تا ژانویه ۲۰۲۵ شامل ۱۲ اثر در کشور اتیوپی است. اتیوپی این کنوانسیون را در تاریخ ۶ ژوئیه ۱۹۷۷ پذیرفت و از آن هنگام، مکان‌های طبیعی و فرهنگی اتیوپی دارای شرایط برای گنجانده شدن در فهرست میراث جهانی هستند. در حال حاضر، ۱۲ مکان در اتیوپی به عنوان میراث جهانی ثبت شده‌اند و شش مکان دیگر در فهرست پیشنهادی قرار دارند. اتیوپی همچنین دو بار به عنوان عضو کمیته میراث جهانی در سال‌های ۲۰۰۹ تا ۲۰۱۳ و ۲۰۱۹ تا ۲۰۲۳ حضور داشته است.
سایت‌های میراث جهانی سازمان آموزشی، علمی و فرهنگی سازمان ملل متحد، یونسکو مکان‌هایی هستند که دارای اهمیت فرهنگی یا طبیعی هستند، همان‌طور که در پیمان‌نامه میراث جهانی، که در سال ۱۹۷۲ تأسیس شده، شرح داده شده است.
میراث فرهنگی شامل بناهای تاریخی مانند آثار معماری، مجسمه‌ها، کتیبه‌ها، مجموعه‌های ساختمانی و محوطه‌های باستانی است. از سوی دیگر، میراث طبیعی به ویژگی‌های فیزیکی و زیستی، شکل‌های زمین‌شناسی و زیستگاه گونه‌های در خطر انقراض حیوانات و گیاهان اطلاق می‌شود. همچنین مکان‌هایی که از نظر علمی، حفاظتی یا زیبایی طبیعی اهمیت دارند، جزو میراث طبیعی به‌شمار می‌روند.
نخستین مکان‌هایی در اتیوپی که به فهرست میراث جهانی افزوده شدند، کلیساهای سنگی لالی‌بیلا و پارک ملی سمین بودند. این دو مکان در دومین نشست کمیته میراث جهانی که در سال ۱۹۷۸ در واشینگتن، دی.سی. برگزار شد، ثبت شدند.
جدیدترین مکانی که در سال ۲۰۲۴ به این فهرست اضافه شده است، ملکا کنتوره و بلچیت هستند. از میان ۱۲ مکان ثبت‌شده در اتیوپی، پارک ملی سمین و پارک ملی کوه‌های باله به دلیل ویژگی‌های طبیعی خود شناخته می‌شوند، در حالی که ۱۰ مکان دیگر به خاطر اهمیت فرهنگی در این فهرست قرار گرفته‌اند.
پارک ملی سمین در سال ۱۹۹۶ به دلیل تأثیرات منفی جاده‌ای جدید که از میان این منطقه عبور می‌کرد، چرای بیش‌ازحد دام، گسترش فعالیت‌های کشاورزی و کاهش جمعیت پستانداران بزرگ، در فهرست میراث جهانی در معرض خطر قرار گرفت. با این حال، به دنبال بهبود مدیریت و بازسازی جوامع جانوری، این مکان در سال ۲۰۱۷ از این فهرست خارج شد.

## میراث جهانی
سایت‌ها با ده معیار فهرست می‌شوند. هر ورودی باید دست‌کم یکی از معیارها را داشته باشد.
| #  | نگاره | نام                                                   | موقعیت        | سال  | ش ثبتمعیارها       | شرح | م             |
| ۱  |       | پارک ملی سمین                                         | منطقه امهارا  | ۱۹۷۸ | ۹(vii)(x)          | طی میلیون‌ها سال، فرسایش بلندی‌های اتیوپی را به مناظری از قله‌های کوهستانی برنده، دره‌های عمیق و پرتگاه‌های تیز تبدیل کرده است. این منطقه یک مرکز تنوع زیستی است و خانهٔ گونه‌های در معرض تهدید از جمله بز کوهی والیا، بابون خونین‌دل و گرگ اتیوپیایی می‌باشد. بین سال‌های ۱۹۹۶ تا ۲۰۱۷، این منطقه به دلیل تأثیر یک جاده جدید که از داخل منطقه عبور می‌کرد، چراگاه‌های بیش از حد دام‌ها، توسعه کشاورزی و کاهش جمعیت پستانداران بزرگ، در فهرست میراث جهانی در معرض خطر قرار داشت. | [ ۷ ]         |
| ۲  |       | کلیساهای لالی‌بیلا                                     | منطقه امهارا  | ۱۹۷۸ | ۱۸(i)(iii)         | یازده کلیسا در قرن سیزدهم، تحت فرمان شاه گبر مسکل لالی‌بلا، از بلوک‌های سنگی یکپارچه کنده شده‌اند تا جایگزین مکان‌های مقدس در سرزمین مقدس شوند، در زمانی که سفرهای زیارتی به آنجا ممکن نبود. این کلیساها تأثیر مهمی بر کلیسای ارتدکس توحیدی اتیوپی داشتند و هنوز هم مورد استفاده قرار می‌گیرند، حتی اگر در طول قرن‌ها آسیب دیده باشند. چندین کلیسا دیوارهای داخلی خود را با نقاشی‌های دیواری تزئین کرده‌اند. یک روستا با خانه‌های سنتی در نزدیکی آن واقع است. | [ ۸ ]         |
| ۳  |       | فاسیل غیبی                                            | منطقه امهارا  | ۱۹۷۹ | ۱۹(ii)(iii)        | امپراتوری اتیوپی تا زمانی که امپراتور فاسیلیدس در سال ۱۶۳۶ در قندار اقامت گزید، پایتخت ثابتی نداشت. مجموعه کاخ‌ها به عنوان محل اقامت پادشاهان تا سال ۱۸۶۴ استفاده می‌شد. این مجموعه شامل قلعه سلطنتی، چندین کاخ، کلیساها، صومعه‌ها و سایر ساختمان‌ها است. سبک معماری تحت تأثیر معماری هندو و معماری اسلامی قرار داشت و بعدها در سبک معماری باروک اروپایی که توسط یسوعی‌ها آورده شده بود، بازسازی شد. | [ ۹ ]         |
| ۴  |       | اکسوم                                                 | منطقه تیگرای  | ۱۹۸۰ | ۱۵(i)(iv)          | آکسوم پایتخت امپراتوری حبشه بود که در نقطه تقاطع میان آفریقا، آسیا و دنیای یونانی-رومی در هزاره اول میلادی قرار داشت. این پادشاهی مسیرهای تجاری دریای سرخ و شمال آفریقا را کنترل می‌کرد. در قرن چهارم به کلیسای ارتدکس توحیدی اتیوپی گروید. ویرانه‌های شهر شامل سنگ یادبودهای ظریف حکاکی شده‌ای است که به قرون سوم و چهارم تعلق دارند. ویرانه‌های شهر باستانی آکسوم در نزدیکی مرز شمالی اتیوپی قرار دارند. این مکان نشان‌دهنده قلب اتیوپی باستان است، زمانی که پادشاهی آکسوم قدرتمندترین دولت بین امپراتوری روم شرقی و ایران بود. ویرانه‌های عظیم که مربوط به بین سده اول تا سیزدهم میلادی هستند، شامل ابلیسک‌های یکپارچه، استلاهای غول‌پیکر، آرامگاه‌های سلطنتی و ویرانه‌های قلعه‌های باستانی می‌شوند. سال‌ها پس از افول سیاسی آکسوم در قرن دهم، امپراتوران اتیوپی همچنان در این شهر تاج‌گذاری می‌کردند. | [ ۱۰ ]        |
| ۵  |       | دره پایین آواش                                        | منطقه عفار    | ۱۹۸۰ | ۱۰(ii)(iii)(iv)    | منطقه پایین رود آواش یکی از مهم‌ترین محوطه‌های باستان‌شناسی در مطالعه فرگشت انسان است. این منطقه به مدت میلیون‌ها سال توسط انسان‌های اولیه سکونت داشته و فسیل‌های به‌خوبی حفظ‌شده‌ای در آن کشف شده است. از مهم‌ترین کشفیات می‌توان به بقایای جنوبی‌کپی عفاری (لوسی) اشاره کرد که در سال ۱۹۷۴ کشف شد و تاریخ آن به ۳٫۲ میلیون سال پیش می‌رسد (گچ‌ریخته شده اسکلت در و همچنین آردی‌کپی رامید (آردی) که ۴٫۴ میلیون سال قدمت دارد. | [ ۱۱ ]        |
| ۶  |       | تیا                                                   | منطقه‌ مرکزی   | ۱۹۸۰ | ۱۲(i)(iv)          | تییا نماینده‌ترین محوطه از چندین سایت خرسنگی پیشاتاریخی در منطقه سودو است. در تیا، ۳۶ سنگ یادبود وجود دارد که ۳۳ عدد از آنها در امتداد یک محور به طول ۴۵ متر (۱۴۸ فوت) قرار گرفته‌اند. بیشتر این استلاها با نمادهایی حکاکی شده‌اند که برخی از آنها شبیه به شمشیر هستند. از آنجا که گورهایی نیز در نزدیکی این محوطه کشف شده‌اند، استلاها به عنوان نمادهای مرتبط با آیین تدفین تفسیر می‌شوند. هنوز سن دقیق این محوطه مشخص نشده است. | [ ۱۲ ] [ ۱۳ ] |
| ۷  |       | رودخانه اومو                                          | منطقه‌ جنوب    | ۱۹۸۰ | ۱۷(iii)(iv)        | منطقه نزدیک به دریاچه تورکانا که لایه‌های رسوبی آن بین ۳٫۵ تا یک میلیون سال پیش (پلیوسن و پلیستوسن) را در بر می‌گیرد، یک محوطه باستان‌شناسی مهم در مطالعه فرگشت انسان است. بقایای زیادی از انسان‌های اولیه در این مکان کشف شده است، از جمله فسیل‌هایی که به سرده‌های جنوبی‌کپی و انسان تعلق دارند. همچنین برخی از قدیمی‌ترین ابزارهای سنگی نیز پیدا شده‌اند که بینشی از توسعه نخستین فعالیت‌های فنی ارائه می‌دهند. | [ ۱۴ ]        |
| ۸  |       | شهر تاریخی محصور شده هرر                              | منطقه هراری   | ۲۰۰۶ | ۱۱۸۹(i)(ii)(iv)(v) | شهر هرار یک شهر مقدس اسلامی با مساجد و زیارتگاه‌های متعدد است که برخی از آنها به قرن دهم میلادی بازمی‌گردند. دیوارهای شهر بین قرن‌های ۱۳ تا ۱۶ ساخته شده‌اند، در حالی که ساختار شهری کنونی به قرن ۱۶ تعلق دارد. معماری خانه‌ها با کشورهای مسلمان تفاوت دارد، اما تأثیرات سبک عربی ساحلی در آن مشهود است. داخل خانه‌ها به‌طور غنی تزئین شده است. ورود بازرگانان هندی در اواخر قرن ۱۹ سبک جدیدی به ارمغان آورد. | [ ۱۵ ]        |
| ۹  |       | چشم‌انداز فرهنگی کونسو                                 | منطقه‌ جنوب    | ۲۰۱۱ | ۱۳۳۳(iii)(v)       | مردم کنسو بیش از ۴۰۰ سال است که در این منطقه زندگی می‌کنند. برای مقابله با محیط خشک و سخت در ارتفاعات، آنها کرت‌بندی برای کشاورزی ایجاد کرده‌اند و همچنین دیوارهای سنگی و روستاهای مستحکم برای حفاظت ساخته‌اند که منجر به شکل‌گیری یک چشم‌انداز فرهنگی منحصربه‌فرد شده است. مردم کنسو سنت‌های خود را حفظ کرده‌اند، از جمله تراشیدن مجسمه‌های چوبی انسان‌گونه به عنوان نشان‌های قبر و آنها یکی از آخرین جوامع در جهان هستند که هنوز هم به سنت نصب سنگ یادبود ادامه می‌دهند. | [ ۱۶ ]        |
| ۱۰ |       | پارک ملی کوه‌های باله                                  | منطقه اورومیا | ۲۰۲۳ | ۱۱۱(vii)(x)        | پارک ملی کوه‌های باله شامل انواع زیستگاه‌های متنوعی است که از جنگل‌های استوایی و جنگل ابری گرفته تا تالاب‌ها و بزرگ‌ترین زیستگاه مرتفع آلپی آفریقا در ارتفاع بیش از ۳٬۰۰۰ متر (۹٬۸۰۰ فوت) تشکیل شده است. فعالیت‌های آتشفشانی و یخبندان‌های گذشته، این منطقه را به چشم‌اندازی ناهموار با یال‌ها، پرتگاه‌ها، دره‌ها و دریاچه‌های یخچالی تبدیل کرده‌اند. این منطقه زیستگاه گونه‌های بومی و نادر بسیاری است، از جمله گرگ اتیوپیایی، وروت کوهستان بیل، نیالای کوهی و هشت گونه جوندگان بومی. در میان گیاهان، لوبلیای غول‌پیکر در ارتفاعات این منطقه رشد می‌کند | [ ۱۷ ]        |
| ۱۱ |       | چشم‌انداز فرهنگی گدئو                                  | منطقه‌ جنوب    | ۲۰۲۳ | ۱۶۴۱(iii)(v)       | چشم‌انداز فرهنگی این منطقه توسط مردم گدئو شکل گرفته است که همچنان مطابق با سنت‌ها و باورهای خود زندگی می‌کنند. آنها به کشت قهوه , موز اتیوپی و دیگر محصولات غذایی می‌پردازند و با بهره‌گیری از روش‌های پایدار دارکشت‌ورزی، محیط زیست را حفظ کرده‌اند. سیستم سنتی تنظیم استفاده از زمین در این منطقه، امکان تراکم بالای جمعیت را فراهم کرده و در عین حال تنوع زیستی منطقه را نیز حفظ کرده است. در این منطقه تعداد زیادی خرسنگ‌های آیینی وجود دارد که برخی از آنها به صورت سنگ یادبود و برخی دیگر به شکل‌های آلت‌پرستی هستند. | [ ۱۸ ]        |
| ۱۲ |       | محوطه‌های باستان‌شناسی و دیرین‌شناسی ملکا کنتوره و بلچیت | منطقه اورومیا | ۲۰۲۴ | ۱۳(iii)(iv)(v)     | ملکا کنتوره یک محوطه باستان‌شناسی بزرگ در ارتفاعات رود آواش است. رسوبات این منطقه که در برخی نقاط تا ۱۰۰ متر (۳۳۰ فوت) ضخامت دارند، بیش از ۱٫۷ میلیون سال قدمت دارند. باستان‌شناسان در این مکان هزاران ابزار سنگی، بقایای انسان راست‌قامت و انسان‌های ابتدایی و همچنین بقایای گیاهی و جانوری پیشاتاریخی کشف کرده‌اند. ابزارهای سنگی کشف‌شده شامل ابتدایی‌ترین ابزارهای الدوایی، ابزارهای پیشرفته‌تر آشولی و ابزارهای دوره پارینه‌سنگی جدید هستند. ماده اصلی بسیاری از این ابزارها، ابسیدین بوده که از منطقه مجاور بلچیت استخراج می‌شده است. | [ ۱۹ ] [ ۲۰ ] |

## فهرست آزمایشی
علاوه بر مکان‌هایی که در فهرست میراث جهانی ثبت می‌شوند، کشورهای عضو می‌توانند فهرستی پیشنهادی از مکان‌های پیشنهادی خود تهیه کنند. تنها آثاری که ابتدا در این فهرست قرار گرفته باشند، امکان ثبت در فهرست میراث جهانی را خواهند داشت.
اتیوپی ۶ مکان را در فهرست پیشنهادی خود گنجانده است.
| # | نگاره                         | نام                           | موقعیت        | سال  | ش ثبتمعیارها                | شرح | م             |
| ۱ |                               | دیر شیخ حسین                  | منطقه اورومیا | ۲۰۱۱ | ۵۶۴۹(ii)(iii)(iv)(vi)       | شهر شیخ حسین یک سایت مهم زیارتی اسلامی برای جوامع مسلمان در شاخ آفریقا و خاورمیانه است. این شهر به نام شیخ حسین نام‌گذاری شده است، یک قدیس سومالیایی از قرن ۱۳ از مرکه (سومالی) که اسلام را به این منطقه آورد. در این شهر مساجد، مقابر، ساختمان‌های مسکونی و مراسمی فراوان وجود دارد. | [ ۲۲ ] [ ۲۳ ] |
| ۲ |                               | غارهای سوف عمر                | منطقه اورومیا | ۲۰۲۳ | ۵۶۵۱(iii)(v)(vi)(vii)(viii) | سیستم غارهای گسترده سنگ آهک کارست توسط رودخانه ویب در دوره میوسن، از ۲۳ تا ۵ میلیون سال پیش ایجاد شده است. این غارها مجموعه‌ای از شکل‌های ژئومورفولوژیکی را نمایش می‌دهند، از جمله اتاق‌های زیرزمینی بزرگ با ستون‌های سنگ آهکی. این غارها به پرستش اسلامی شیخ صوف عمر احمد مرتبط هستند که احتمالاً در قرن ۱۱ در اینجا زندگی می‌کرد. همچنین این غارها برای پیروان دین‌های سنتی اهمیت دارند، که تمرکزشان بر پرستش ارواح و پرستش ارواح شبح‌ها است. | [ ۲۴ ]        |
| ۳ | تیگرای                        | چشم‌انداز تیگرای               | منطقه تیگرای  | ۲۰۱۸ | ۶۳۰۱(ii)(iii)(iv)(v)(vi)    | این نامزدی شامل سه مجموعه با مجموع ۱۲۱ کلیسای کنده‌شده از سنگ در مناطق گره‌آلتا، تمبینی و آتسبی است. برخی از کلیساها از سنگ و چوب ساخته شده‌اند. این کلیساها متعلق به قرون ۵ تا ۱۴ میلادی هستند و کلیساهای چوبی از قدیمی‌ترین سازه‌های چوبی حفظ‌شده و همچنان مورد استفاده در جهان به‌شمار می‌روند. این کلیساها در ارتفاعات بالای ۲٬۹۰۰ متر (۹٬۵۰۰ فوت) از سطح دریا قرار دارند. قدیمی‌ترین کلیساها به نه قدیس سوری مربوط می‌شوند که مجموعه‌ای از صومعه‌ها را تأسیس کردند. داخل کلیساها با نقاشی‌های دیواری تزئین شده است، به طوری که نقاشی‌های بعد از قرن ۱۵ تحت تأثیر رنسانس ایتالیا قرار دارند.                                  | [ ۲۵ ]        |
| ۴ | یها                           | میراث فرهنگی یها              | منطقه تیگرای  | ۲۰۲۰ | ۶۴۷۷(i)(ii)(iii)(iv)        | یها مرکز یک جامعه پیش از امپراتوری حبشه در هزاره اول پیش از میلاد بود. بناهای موجود در این سایت شامل معبد بزرگ از قرن ۷ پیش از میلاد است که قدیمی‌ترین ساختار ایستاده در آفریقای زیر صحرا به‌شمار می‌رود، بقایای کاخ گرات بیال جبری و دو گورستان با مقبره‌های کنده‌شده در سنگ است. بقایای فرهنگ مادی و کتیبه‌های سنگی و برنزی نشان‌دهنده ارتباطات تجاری با جنوب عربستان هستند. یها همچنین بر معماری آکسوم تأثیر گذاشته است. | [ ۲۶ ]        |
| ۵ | نیایشگاه‌های جزیره دریاچه تانا | نیایشگاه‌های جزیره دریاچه تانا | منطقه امهارا  | ۲۰۲۱ | ۶۵۸۰(iii)(v)(vi)(x)         | دریاچه تانا بزرگ‌ترین دریاچه آب شیرین اتیوپی است و منبع نیل آبی به‌شمار می‌رود. این منطقه از تنوع زیستی بالایی برخوردار است و محل زندگی چندین گونه گیاهی و جانوری بومی است. آبشارهای نزدیک به آبشار نیل آبی به خاطر زیبایی‌های طبیعی خود معروف هستند. صومعه‌های واقع در جزایر دریاچه، مراکز مهم کلیسای ارتدکس توحیدی اتیوپی به‌شمار می‌روند و در دوران قرون وسطی، مراکز روحانی و سیاسی امپراتوری اتیوپی بودند. کلیسای نارگا سلاسی در جزیره دک نشان داده شده است. | [ ۲۷ ]        |
| ۶ |                               | پارک ملی سمین                 | منطقه امهارا  | ۲۰۲۳ | ۶۶۵۱(vii)( x)               | پارک ملی کوه‌های سیمین حدود ۸۰۰ کیلومتر شمال آدیس آبابا در ایالت آمهرا و در نواحی مرتفع شمال اتیوپی قرار دارد. مساحت اولیه این پارک تنها ۱۳۶ کیلومتر مربع بود که در ۳۱ اکتبر ۱۹۶۹ با دستور شماره ۵۹ در قانون نگاری گازتای تأسیس شد. اخیراً، مرزهای پارک ملی کوه‌های سیمین برای تأمین زیستگاه‌های مناسب برای بز کوهی والیا و گرگ اتیوپیایی و همچنین حفاظت از پوشش گیاهی آفروآلپاین و آفرو مانتانی در مناظر زیبا، گسترش یافته است. در این فرایند بازنگری مرزی مشارکتی، مناطقی مانند ذخایر حیات‌وحش مسارریا و لیملیمو و کوه‌های سیلکی، کیدوس یارد به پارک اضافه شدند و برخی روستاها و اراضی کشاورزی از محدوده پارک حذف شدند. | [ ۲۸ ]        |